# 664 Batalion Wschodni
664 Batalion Wschodni (niem. Ost-Bataillon 664 Finn.) – kolaboracyjny oddział wojskowy złożony z Ingrian podczas II wojny światowej
W lutym 1942 dowództwo Grupy Armii "Północ" sformowało oddział zbrojny złożony z mieszkańców sowieckiej Ingrii pod nazwą Finnische Sicherungsgruppe 187.  Składał się on z 27, 28, 29 i 30 Hundertschaft, liczących po ok. 170 ludzi. Ich zadaniem była ochrona linii kolejowych i mostów oraz zwalczanie rosnącej w siłę partyzantki w rejonie Leningradu i Nowogrodu. Żołnierze oddziału byli uzbrojeni w zdobyczną broń sowiecką i broń niemiecką. W początkowym okresie większość podoficerów było Niemcami, ale z biegiem czasu ta proporcja zmieniła się na korzyść Ingrian. Kadra oficerska w całości była niemiecka. Pierwsze 3 miesiące trwało szkolenie wojskowe, po czym oddział rozpoczął swoją działalność bojową. Przemianowano go wówczas na Ost-Bataillon 664 (Finnische). Ingrianie zasłużyli się w walkach z partyzantami. 107 spośród nich odznaczono medalami dla narodów wschodnich zwanymi "Tapferkeits- und Verdienst-Auszeichnung für die Ostvölker", zaś 17 otrzymało niemieckie odznaki za rany. Pod koniec 1942 Niemcy i Finowie doszli do porozumienia w sprawie fińskich Ingrian, pochodzących z ZSRR, ustalając, że mogą oni powrócić do Finlandii. Dotyczyło to też żołnierzy 664 Batalionu Wschodniego, pomimo obiekcji ze strony dowództwa Grupy Armii "Północ". Ingrianie przybyli do Finlandii w II połowie 1943 roku.